# The Cherokee Strip
The Cherokee Strip  è un film del 1937 diretto da Noel M. Smith. e scritto da Luci Ward e Joseph K. Watson. Il film è interpretato da Dick Foran, Jane Bryan, Robert Paige , Joan Valerie, Edmund Cobb e Joseph Crehan .Il film è stato distribuito dalla Warner Bros. il 15 maggio 1937.

## Trama
È l'apertura della Cherokee Strip e Ling Carter è arrivata presto e ora controlla la nuova città di Big Rock. Anche il suo vecchio nemico Dick Hudson è lì, ma non ha successo nella sua battaglia con Carter. Ma quando Carter si dedica al furto e poi all'omicidio, l'avvocato Hudson è pronto.

## Produzione
Il film fu prodotto dalla Warner Bros. Pictures, girato all'Iverson Ranch di Chatsworth, Los Angeles.

## Distribuzione
Distribuito dalla Warner Bros. Pictures e dalla First National Film Distributors, il film uscì in sala il 15 maggio 1937. Nel 2004 e poi nel 2005, il film uscì in DVD distribuito da Teakwood Video e da Comet Video.

### Date di uscita
- USA	15 maggio 1937
- Finlandia	4 dicembre 1938
- Francia	4 giugno 1952
- USA 2004 DVD
- USA 2005 DVD

Alias
- Les Conquérants de l'Ouest	 Francia
- O Dick kai ta pallikaria tou	 Grecia
- Strange Laws    	UK
- Uudisasukkaat Cherokeessa 	Finlandia